# 마루마루
마루마루(Marumaru)는 2013년 6월에 설립되어 2018년에 폐쇄된 대한민국의 만화 불법 공유 사이트로, 주로 일본 만화의 해적판 번역본을 공유한 대한민국 최대의 만화 공유 사이트로 알려졌다. 사이트의 의미는 일본어로 모조리를 의미하는 마루마루(일본어: 丸丸)와 건어물 여동생! 우마루짱의 주요 등장인물인 도마 우마루(일본어: 土間うまる)에서 유래되었다.
2018년 시밀러웹의 순위 통계에 따르면 마루마루의 트래픽 순위는 전세계 1213위이며, 대한민국 온라인으로 좁히면 19위에 해당하며 애니메이션 분야로 따질 경우 15위에 달했다.
- 2013년 6월: 설립
- 2018년 11월 20일: 홈페이지 운영 중단에 따른 폐쇄[2]
- 2020년 9월 17일: 익명의 제보자의 발견으로 마루마루가 현재 운영중으로 확인됨
- 2020년 9월 29일: 마루마루 폐쇄

## 유사 사이트
- 마루마루2: 마루마루가 폐쇄된 후 개설된 유사 사이트로, 마루마루와의 관계는 없다. 2019년 5월에 적발되어 폐쇄되었다.[3]

## 같이 보기
- 스캔레이션
- 마나모아
- 마나스페이스
- 티티마나
- 밤토끼